# Ordinariat militaire d'Indonésie
 L'ordinariat militaire d'Indonésie (en latin : Ordinariatus Castrensis Indonesia) est un ordinariat militaire de l'Église catholique en Indonésie, immédiatement soumis au Saint-Siège, il s'occupe de la pastorale pour catholiques qui servent dans les forces armées indonésiennes et de leurs familles.

## Organisation
Depuis la création de l'ordinariat, cette fonction est habituellement confiée à l'archevêque de Semarang ou à celui de Jakarta. En 2019, l'ordinariat militaire comptait 4 prêtres.

## Liste des ordinaires militaires pour l'Indonésie
- Albert Soegijapranata, S.J. (1949-1963), également archevêque de Semarang
- Justinus Darmojuwono, (1964-1983), également archevêque de Semarang
- Julius Riyadi Darmaatmadja, S.J. (1984-2006), également archevêque de Semarang puis de Jakarta
- Ignatius Suharyo Hardjoatmodjo, (2006- ), également archevêque de Semarang puis de Jakarta

## Source
Catholic-Hierarchy